# Madredeus
Madredeus is een Portugese band die traditionele fado-muziek mengt met popmuziek, minimal music en wereldmuziek. De muziek wordt wel omschreven als moderne folklore. De band werd opgericht in 1987 in Lissabon door de gitarist Pedro Ayres Magalhães. De groep bracht inmiddels vele albums uit. In 2007 besloten ze een 'sabbatical' te nemen.
Madredeus componeerde ook de soundtrack van Wim Wenders' film Lisbon Story. 

## Bandleden Madredeus
- Teresa Salgueiro (zang)
- Pedro Ayres Magalhães (klassieke gitaar)
- José Peixoto (klassieke gitaar)
- Carlos Maria Trindade (synthesizer)
- Fernando Judice (contrabas)

## Bandleden Madredeus & Banda Cósmica
- Rita Damásio (zang)
- Mariana Abrunheiro (zang)
- Ana Isabel Dias (harp & zang)
- Ruca Rebordão (percussie)
- Sérgio Zurawski (elektrische gitaar)
- António Barbosa (viool)
- Gustavo Roriz (basgitaar)
- Babi Bergamini (drums)
- Pedro Ayres Magalhães (klassieke gitaar)
- Carlos Maria Trindade (synthesizer)

## Discografie
- 1988: Os Dias Da Madredeus
- 1990: Existir
- 1992: Lisboa
- 1994: O Espírito Da Paz
- 1995: Ainda
- 1997: Ambiente Pacifico
- 1997: O Paraiso
- 1998: O Porto
- 2000: Antologia
- 2001: Movimento
- 2001: Palavras Cantadas
- 2002: Euforia (Madreus & Symphonic orchestra)
- 2002: Electronico (Remixes)
- 2004: Um amor infinito
- 2005: Faluas do Tejo
- 2008: Metafonia (Madredeus & A Banda Cósmica)
- 2009: A Nova Aurora (Madredeus & A Banda Cósmica)
- 2010: Castelos Na Areia (Madredeus & A Banda Cósmica)
- 2012: Essência
- 2015: Capricho Sentimental